# Бое
Бое (Boinae) су потпородица у оквиру породице змија којој још припадају и питони и анаконде.

## Опис
Тело је масивно, ишарано "седлима", смеђе или жуте боје, реп је тамноцрвен или браон боје. Мужјаци су мањи и достижу дужину од 1.5-2м, док су женке веће и могу бити дуже од 2м. Од питона се разликују по облику главе, и по томе што имају пријемнике за топлоту смештене или између уснених плочица.

## Начин живота
Младе рађају живе, мањи број врста излеже јаја. Жртву убијају стезањем, мада је често претходно уједу, иако немају отровне секутиће. Хране се глодарима сразмерно својој величини и птицама. За човека нису опасне, и често се чувају као кућни љубимци. Као и свим удавима највећи природни непријатељи су им дивље мачке

## Ареал и станиште
Живе на дрвећу и срећу се у Јужној и Средњој Америци и на Мадагаскару.

## Родови
- -{Boa
- Candoia
- Corallus
- Epicrates
- Eunectes}-